# Theodore Long
Theodore Robert Rufus "Teddy" Long (Birmingham (Alabama), 15 september 1947) is een Amerikaans professioneel worstelpersoonlijkheid die werkzaam was voor de WWE.

## Loopbaan
In 1985 begon hij zijn loopbaan in het professioneel worstelen waar hij bij National Wrestling Alliance de rol had van een worstelmanager als Teddy Long. Al snel werd hij lid van de ringcrew en werd hij tijdelijk worstelscheidsrechter. Tijdens zijn periode bij Jim Crockett Promotions en World Championship Wrestling was hij de manager van Doom (Ron Simmons & Butch Reed), Johnny B. Badd, One Man Gang, Norman the Lunatic, Skyscrapers (Sid Vicious, Dan Spivey & Mark Calaway), Marcus Bagwell, 2 Cold Scorpio, Joey Maggs, Craig Pittman, Jim Powers, Bobby Walker, Ice Train en Bobby Eaton.

### World Wrestling Federation/Entertainment / WWE (1998–2014)
Tijdens de aflevering van Raw is War op 21 december 1998, debuteerde Long in de WWF als scheidsrechter tot september 2002. Van 2002 tot en met 2004 werd hij manager van D'Lo Brown, Rodney Mack, Christopher Nowinski, Rosey, Mark Henry, Jazz en Mark Jindrak.
Nadat Kurt Angle ontslagen was als "General Manager" van SmackDown!, nam Long de positie van Angle over als General Manager van SmackDown!. Op 21 september 2007 moest hij zijn positie afstaan aan Vickie Guerrero. In mei 2008 werd hij General Manager van ECW, maar na de sluiting van ECW in april 2009, keerde hij opnieuw terug naar SmackDown als "General Manager". Op 1 april 2012 moest hij die positie afstaan aan John Laurinaitis omdat Long zijn wedstrijd tegen Laurinaitis verloor op WrestleMania XXVIII en door hem werd ontslagen.
In augustus 2013 werd hij de "Senior Advisor" van General Manager Booker T. Op 12 juli 2013 werden Booker T en Long ontheven van hun functies door Mr. McMahon en Vickie Guerrero werd de nieuwe General Manager van SmackDown.
op 12 juni 2014 maakte WWE bekend dat het diverse werknemers ontslagen heeft, hieronder viel ook Long

## In het worstelen
- Worstelaars gemanaged
  - Johnny B. Badd
  - One Man Gang
  - Norman the Lunatic
  - Joey Maggs
  - Craig Pittman
  - Chris Jericho
  - Jim Powers
  - Bobby Walker
  - Ice Train
  - Rosey
  - Mark Jindrak
  - Ezekiel Jackson
- Teams gemanaged
  - Doom (Ron Simmons & Butch Reed)
  - Skyscrapers (Sid Vicious, Dan Spivey & Mark Calaway)
  - Marcus Bagwell & 2 Cold Scorpio
  - Thuggin' and Buggin' Enterprises (D'Lo Brown, Rodney Mack, Christopher Nowinski & Mark Henry)
  - Team Teddy (Santino Marella, Kofi Kingston, R-Truth, Zack Ryder, The Great Khali, Booker T & Hornswoggle (mascotte))
- Opkomstnummers
  - "MacMillitant" van Miestro (WWE; 2002–heden)

## Prestaties
- National Wrestling Alliance
  - NWA Hall of Fame (Class of 2012)
- Pro Wrestling Illustrated
  - PWI Manager of the Year (1990)
- Wrestling Observer Newsletter awards
  - Worst Worked Match of the Year (2005) vs. Eric Bischoff op Survivor Series